# Новый Егорлык
Но́вый Егорлы́к — село в Сальском районе Ростовской области. Административный центр Новоегорлыкского сельского поселения.

## География
Село расположено в 25 км к юго-востоку от города Сальска на берегах реки Егорлык. Село пересекает автодорога межрегионального значения Сальск — Романовка — Яшалта.

### Уличная сеть
| - ул. Андреева, - ул. Быковского, - ул. Гагарина, - ул. Герцена, - ул. Гоголя, - ул. Димитрова, - ул. Дубинина, - ул. Заводская, - ул. Заречная, - ул. Калинина, - ул. Кийковой, - ул. Кооперативная, - ул. Кошевого, - ул. Красная, - ул. Крупской, | - ул. Ленина, - ул. Московская, - ул. Набережная, - ул. Неговоры, - ул. Некрасова, - ул. Николаева, - ул. Новостройка, - ул. Одесская, - ул. Октябрьская, - ул. Первомайская, - ул. Пивоварова, - ул. Политотдельская, - ул. Поповича, - ул. Пушкина, | - ул. Свободы, - ул. Советская, - ул. Станиславского, - ул. Степная, - ул. Терешковой, - ул. Титова, - ул. Фрунзе, - ул. Хмельницкого, - ул. Чапаева, - ул. Чернышевского, - ул. Чехова, - ул. Чкалова, - ул. Шаталова, - ул. Шолохова, | - пер. Восточный, - пер. Дружный, - пер. Западный, - пер. Колхозный, - пер. Краснодонский, - пер. Мирный, - пер. Новостройка, - пер. Охотничий, - пер. Рыночный, - пер. Школьный, - пер. Южный. |

## История
Село основано 1808 году переселенцами из Харьковской, Черниговской, Полтавской, Воронежской и других губерний Российской империи. Село располагалось на реке Большой Егорлык и входило в состав вначале в Ставропольский уезд, а позже в Медвеженский уезд Ставропольской губернии.
В 1873 году в селе было 588 дворов, число жителей составляло 1822 душ мужского пола и 1906 женского пола. Имелась одна церковь, одно народное штатное училище, 4 общественных хлебных магазина, кожевенный завод, 5 маслобоен, водяная мельница, оптовый склад спирта, 12 питейных домов, 2 трактира, 8 лавок. Проводилось три ярмарки в год — 5 марта, 9 мая и 14 сентября. В селе находились квартиры станового пристава и судебного следователя. Село Ново-Еголыкское являлось центром Ново-Егорлыкской волости.
До 1923 года село Ново-Еголыкское входило в состав Медеженского уезда Ставропольской губернии, а позже с образованием Воронцово-Николаевского района этой же губернии, вошло в состав последнего. С 1924 года село входит в состав Воронцово-Николаевского района Сальского округа Северо-Кавказского края и одновременно является центром Ново-Егорлыкского сельсовета. После упразднения округов, с августа 1930 года село входит в состав Сальского района.
В августе 1942 года село Новый Егорлык было оккупировано немцами. Оборонявший село 24-й пограничный полк отступил на юг.
С 15 января 1943 года в Сальском районе велись бои по освобождению территории от немецко-фашистских захватчиков. 19 января 28-я армия отбила контратаки пехоты и танков 16-й моторизованной и 17-й танковой дивизий немцев, а 98-я бригада освободила территорию села Новый Егорлык от немцев. Бои за село продолжались. 20 января 52-я бригада заняла восточную частью Нового Егорлыка и вела бой за его западную часть. 21 января 52-я бригада полностью освободила село от немецко-фашистских захватчиков.

## Население
Динамика численности населения
| 1909   | 1926   | 1939  |
| ------ | ------ | ----- |
| 16 031 | 11 392 | 7 517 |

| 1883 | 1884  | 1959  | 2002  | 2010  |
| ---- | ----- | ----- | ----- | ----- |
| 7093 | ↗7426 | ↘5171 | ↘3745 | ↘3261 |

### Известные люди
- Неговора, Савелий Власьевич — герой Гражданской войны.
- Пивоваров, Михаил Евдокимович — Герой Советского Союза.
- Пономарь, Иван Дмитриевич — заслуженный ветеринарный врач РФ.
- Погорелов, Иван (пилот) (1913—2019) — заслуженный пилот СССР[10].
- Рыбальченко, Семён Васильевич — Герой Советского Союза.
- Рыбальченко, Степан Дмитриевич — советский военачальник, генерал-полковник авиации (1944).
- Игнатенко, Евгений Иванович — российский учёный-физик, энергетик.
- Хрукалова, Зинаида Семёновна — советская украинская актриса

## Экономика
Сельскохозяйственные организации села Новый Егорлык:
- Сельскохозяйственный потребительский кооператив (сельскохозяйственная артель) «Русь»
- ООО «Русь»
- ООО «Преображение»
- ИП Камчатный А.Д.

- ИП Глава КФХ Светличная И. В.
- ИП Глава КФХ Краснокутская Г. В.
- ИП Глава КФХ Репа А. И.
- ИП Глава КФХ Минько В. И.
- ИП Глава КФХ Радченко А. Н.
- КФХ Тимко

Прочие организации: ПАО МРСК Юга-Ростовэнерго Сальский РЭС Новоегорлыкского УЭС.

## Социальная сфера

### Учреждения образования
- Основная общеобразовательная школа № 54 с. Новый Егорлык им. Е. И. Игнатенко
- Средняя общеобразовательная школа № 62 с. Новый Егорлык
- Детский сад № 34 «Звёздочка»
- Детский сад № 35 «Солнышко»
- Детский сад № 36 «Алёнка»

### Лечебные учреждения
Ново-Егорлыкская амбулатория МБУЗ «Центральная районная больница» Сальского района (со стационарным отделением сестринского ухода на 10 коек).

### Социальные учреждения
ГБУСОН РО «Новоегорлыкский дом-интернат для престарелых и инвалидов».

## Культура
Новоегорлыкский сельский Дом Культуры

## Достопримечательности
- Памятник В. И. Ленину[11].
- Памятник воинам, погибшим в годы Великой Отечественной войны и братская могила. В селе Новый Егорлык в 1955 году был сооружен мемориальный комплекс воинам, погибшим в годы Гражданской и Великой Отечественной войн. На памятнике изображен солдат на постаменте с автоматом в руке. Высота скульптуры составляет 2,5 метра. На мемориальной плите у памятника сделана надпись: «Освободителям родной земли».

На мемориальном комплексе находятся две братские могилы воинам, погибшим в годы Гражданской войны и воинам, погибшим в годы Великой Отечественной войны, могила сельчанина С. В. Неговоры, который погиб в 1921 году от рук белогвардейцев. Здесь находится также братская могила с пятью мемориальными плитами. В могиле похоронено 22 солдата, погибших при освобождении села. На плитах сделана надпись: «Здесь похоронены воины, павшие при освобождении села Новый Егорлык». К монументу со скульптурой воина ведут 13 ступеней.
- Мемориальный комплекс воинам — односельчанам, погибшим в годы Великой Отечественной войны установлен в 1969 году в память об односельчанах, погибших в годы Великой Отечественной войны.

В состав комплекса входит высокая бетонная стела в основании которой находится плита с надписью: «Вечная память героям, павшим в боях за Родину». Рядом со стелой установлены скульптуры женщины и двух солдат. Скульптуры отлиты в бронзе. На стеле висит табличка с надписью: «Вскрыть в 2045 году». В нише замурована капсула с посланием для потомков.